# Blanca Estrella Ruiz Ungo
Blanca Estrella Ruiz Ungo (Baracaldo, 1944-Baracaldo, 12 de septiembre de 2024) fue una maestra, fundadora y presidenta de la Asociación Clara Campoamor.

## Biografía
Tenía 3 años cuando le abandonó su madre. Ese recuerdo se le quedó grabado. Desde los 4 a los 8 años fue a Caracas. Sus mejores recuerdos son los de su estancia en un internado con monjas. El marqués de Urquijo era amigo de su abuelo y le gestionó la entrada en el colegio. Con 12 años les confesó a las monjas que quería aprender a ser atea y no quería ir a misa.Con 17 años se matriculó en el Colegio Teresiano para estudiar Magisterio. El último año se pasó a la Escuela Normal para hacer el magisterio laico.

### Trayectoria profesional
Su primera escuela fue en San Adrián. El siguiente año fue a San Antonio de Etxebarri, un poblado de chabolas.Conoció a Ramón Rubial y a Luciano Rincón en esa época.Cuando dejó su trabajo como educadora en las chabolas, entró a trabajar en Telefónica hasta los 54 años.Fue en esa etapa como telefonista en Bilbao cuando, en el turno de noche, comenzó a tener contacto con las mujeres maltratadas y les acompañaba a las mujeres a las Comisarías.

### Trayectoria activista
En 1985 fundó la Asociación Clara Campoamor ante la necesidad de defender los derechos de las mujeres ante una continua transgresión de los mismos, tanto en el mundo laboral y profesional, sanitario, cultural o familiar, como por la indefensión de la mujeres víctimas de delitos sexuales y agresiones. Militó en el PSE-EE, siendo una de las pioneras del feminismo vasco liderado por las mujeres socialistas. Durante más de 50 años, llevó a cabo un activismo feminista muy personal, caracterizado por su sinceridad, compromiso, firmeza y sin someterse a lo políticamente correcto. Con el paso de los años, la Asociación Clara Campoamor fue clave en numerosos procesos judiciales de violencia contra las mujeres y menores.
En 2024, cuando falleció, seguía siendo la presidenta de la Asociación.Es considerada una pionera en la lucha contra la violencia hacia las mujeres, y una referente en la defensa de los derechos de las mujeres.

## Premios y reconocimientos
- 2024 Reconocimiento Naiperas del Ayuntamiento de Vitoria-Gasteiz.[15]
- 2020 Primer Premio Jolin de Mujer e Igualdad del Ayuntamiento de Barakaldo [16]

- 2008 Premio Conmemoración del 25 de Noviembre Delegación de Gobierno contra la Violencia de Género.[17]
- 2016 IV Premios Berdintasuna Lantzen, 14-03-2016, por las Juventudes Socialistas de Euskadi-Egaz. Asociación PROJUSTICIA.[18]